# Assago Milanofiori Forum
Assago Milanofiori Forum – stacja metra w Mediolanie, na linii M2. Znajduje się na viale Milanofiori w Assago, przed Mediolanum Forum i zlokalizowana jest za stacją Milanofiori Nord. Została otwarta w lutym 2011.